# 者勒鸟属
者勒鸟属（学名：Zhyraornis）是种已灭绝的史前鸟类，生存于距今9200万年的晚白垩世土仑期。化石发现于乌兹别克斯坦克孜勒库姆沙漠Dzharakuduk附近的贝斯克提组沉积物。已有两个物种归入本属：卡氏者勒鸟（Zhyraornis kashkarovi）及洛氏者勒鸟（Zhyraornis logunovi），两者均是从不完整的髋骨（并骶骨）获知。

## 分类
这种鸟类的亲缘关系仍悬而未决。古生物学家Lev Nesov最初将其归入自己的科（者勒鸟科），后来又将其归入自己的亚目（者勒鸟亚目），后者从属于鱼鸟类。库罗奇金（1996年）认为该属属于反鸟类的阿克西鸟科。2006年，库罗奇金将其重新分类为一支向现代鸟类即今鸟型类演化的谱系的成员。